# Suvorovka, Nova Odesa
Suvorovka (în ucraineană Суворовка) este un sat în comuna Suhîi Ielaneț din raionul Nova Odesa, regiunea Mîkolaiiv, Ucraina.

## Demografie
Componența lingvistică a localității Suvorovka
     Ucraineană (92,65%)
     Rusă (4,72%)
     Alte limbi (0,26%)
Conform recensământului din 2001, majoritatea populației localității Suvorovka era vorbitoare de ucraineană (92,65%), existând în minoritate și vorbitori de rusă (4,72%) și armeană (2,36%).